# Tambor lapón

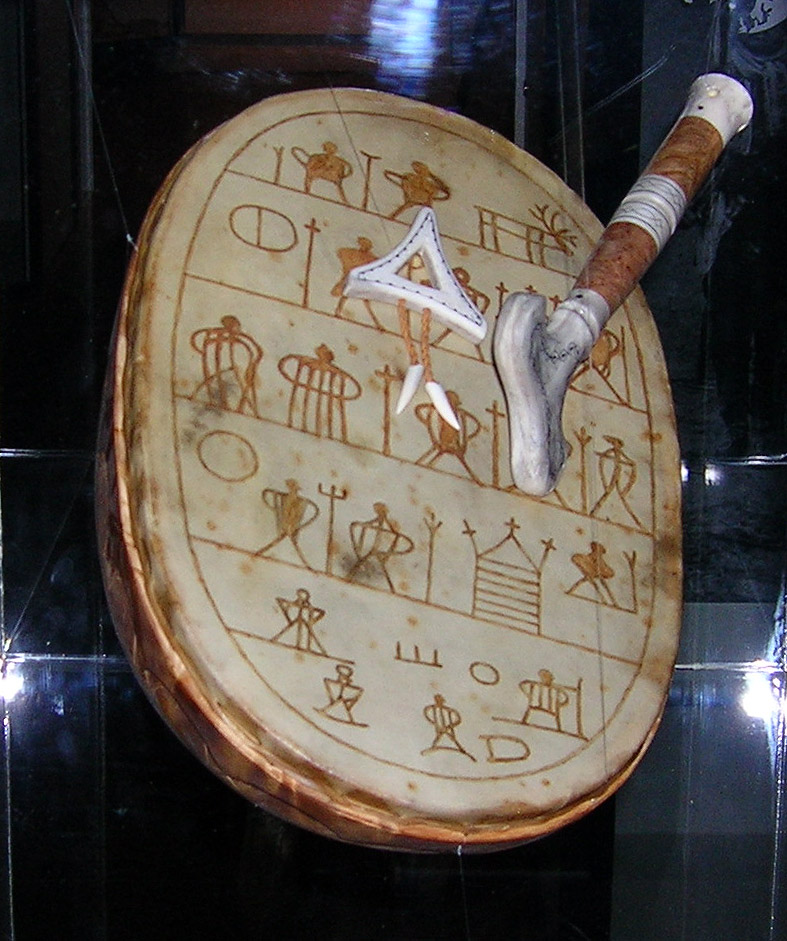
Fotografía del tambor confiscado en 1691 de Anders Poulsen, que vivía en Varanger. Se observan el martillito y el puntero. Los dibujos son únicos probablemente en un estilo personal.

Un tambor lapón es un tambor ceremonial chamánico de la cultura del pueblo lapón del norte de Europa. Los tambores ceremoniales lapones son de dos tipos: un tambor de cuenco en el cual el parche se encuentra tensado sobre un cuenco tallado en un nudo de madera, y un tambor de marco en el cual el cuero se extiende por sobre un delgado aro de madera conformada. Ambas versiones poseen una forma ovalada. El parche del tambor se fabrica con cuero de reno.
En el shamanismo lapón, el noaidi – el chamán lapón– utiliza el tambor para entrar en trance, o para obtener información sobre el futuro o sobre otros sitios. El tambor es sostenido con una mano, y golpeado con la otra mano. Mientras el noaidi se encuentra en trance, su espíritu libre deja su cuerpo para visitar el mundo espiritual u otros sitios. Cuando se lo utiliza para adivinar, el tambor es utilizado con un martillito y un vuorbi (puntero) fabricado de bronce o hueso. Las respuestas se obtienen interpretando donde es que el vuorbi se detuvo en la membrana y los símbolos que hay en dicha posición.
Los dibujos en la membrana del tambor reflejan la visión sobre el mundo de su dueño y su familia, tanto en cuanto a aspectos religiosos como mundanos, tales como la gestión de las manadas de renos, la caza, el hogar y las relaciones con sus vecinos y la comunidad no lapona.
Muchos tambores les fueron quitados a los lapones durante el siglo XVIII. Un número significativo fueron confiscados por los misioneros lapones y otras personas como parte de campañas de las misiones cristianas en el pueblo lapón. Otros tambores fueron adquiridos por coleccionistas. En el Museo nórdico de Estocolmo se preserva la más grande colección de tambores, que comprende unos 80 ejemplares.